# Oldtimer (Computerspiel)
Oldtimer, Untertitel: Erlebte Geschichte Teil II – in den USA und Kanada herausgegeben als Motor City – ist eine Wirtschaftssimulation des österreichischen Spielentwicklers und Publishers Max Design, entwickelt vom ebenfalls österreichischen Entwickler Alcatraz. Es erschien für den Commodore Amiga sowie für DOS und ist der Nachfolger des Spiels 1869 – Hart am Wind.
Der Spieler übernimmt hier die Führung einer Automobil-Manufaktur in den Anfangsjahren der Automobil-Ära von der Entwicklung der jeweiligen Einzelteile über Prototypen und Testfahrten bis hin zum internationalen Verkauf. Es war eine der letzten Produktionen der Firma Max Design und ist wahrscheinlich die realistischste Umsetzung des Geschäftes der frühen Automobil-Industrie.

## Spielcharakter
Oldtimer setzte 1994 die Serie Erlebte Geschichte des Entwicklers Max Design fort und ist ebenfalls eine historische Simulation, mit Schwerpunkt auf einer möglichst realitätsgetreuen Darstellung der simulierten historischen Epoche – Insbesondere in Deutschland wurde Oldtimer zu einem sehr erfolgreichen Chart-Titel.

### Handlung
Das Spiel ist angesiedelt in Europa in den frühen Jahren der Automobilindustrie, wobei der Spieler in einem Spielzeitraum von 1896 bis 1929 die Geschicke einer Automobil-Manufaktur lenken muss. Der Spieler übernimmt hierbei die Aufgabe, ein Unternehmen aufzubauen und dieses – gegenüber der Konkurrenz – zu einem erfolgreichen Automobilhersteller zu führen.
Dies beginnt bereits bei der Beschaffung und dem vernünftigen sowie umsichtigen Umgang mit Geldmitteln für sein Unternehmen. Wird zu verschwenderisch gewirtschaftet, steht die Firma binnen kurzer Zeit vor dem Bankrott. Der Spieler ist in Oldtimer an allen Instanzen des Fahrzeugbaus maßgeblich beteiligt. So muss dieser nicht nur die jeweiligen Einzelteile in Entwicklung geben, sondern auch dafür Sorge tragen, dass die hierfür benötigten Rohstoffe dieser Zeit wie etwa Stahl, Glas und Gummistoffe in stets ausreichender Menge vorhanden sind und es nicht zu einem eventuellen Produktionsengpass oder gar -stopp kommt – auch auf mitunter starke Preisschwankungen der Stoffe muss er vorausschauend reagieren und gegebenenfalls die zu bestellenden Mengen ändern.
Hierbei ist der Spieler nicht nur gefordert, neue Einzelteile zu erfinden, die er in Folge zu einem Prototyp zusammenstellen muss. Er ist auch gezwungen, stets dem Markt durch neuartige Entwicklungen zu folgen, da sonst die Käufer kurzerhand ausbleiben oder gar ihre Bestellungen stornieren. Auch sind die Bestandteile der Automobile mit Bedacht zu wählen. Ist beispielsweise das Fahrwerk für das Gesamtgewicht des Fahrzeugs zu schwach dimensioniert oder der Motor gerade imstande, kaum mehr als die Insassen zu bewegen, strafen einem dies die Käufer mitunter mit zum Teil wesentlich kleineren Bestellmengen – selbst ein Ausbleiben irgendwelcher Bestellungen ist möglich.
Ist das erste eigene Automobil endlich reif für die Produktion, kann der Spieler seine neueste Schöpfung bei historischen Rennen mit der automobilen und rennfahrerischen Elite auf Herz und Nieren testen.
In Folge geht es dann um die Fertigung der Einzelteile, wobei an dieser Stelle für jede Art – Karosseriebau, Fahrwerkskonstruktion, Motorenfertigung & Endmontage – eine eigene Fertigungsstätte vonnöten ist. Diese hat der Spieler in weiser Voraussicht bereits zeitnah errichtet, um die nahende Fertigstellung der entwickelten Einzelteile zu berücksichtigen. Auch muss sich der Spieler um die rechtzeitige Einstellung von Arbeitskräften kümmern und gegebenenfalls den Lohn anpassen, um schneller größere Personalmengen anstellen zu können.
Sobald das erste eigene Auto in Serie gefertigt ist, kann man seine jeweiligen Fachhändler mittels Rabatten oder deren Kunden durch erhöhte Werbe-Budgets zum Kauf animieren. Ist der Verkauf regional zufriedenstellend angelaufen, ist es ratsam, durch zusätzliche Händlerfilialen überregional Fuß zu fassen und sich mit seinem Automobilkonzern den Herausforderungen des 20. Jahrhunderts zu stellen.
Es werden dabei alle maßgeblichen technischen und wirtschaftlichen Neuerungen wie etwa die Erfindung des Anlassers, der elektrischen Beleuchtung oder der Mehrgangschaltung sowie signifikante Entwicklungen im Fahrzeugbau (bspw. Stückakkord, Fließbandfertigung) simuliert und haben direkten Einfluss auf das Spiel.
Die Handlungsmöglichkeiten des Spieles bestehen somit in der rundenbasierten Simulation u. a. in Forschung und Entwicklung, der Fertigung von Bauteilen, der Endmontage von Automobilen und der Teilnahme an Automobilrennen. Daneben muss aber auch ein Filialnetz gepflegt, eine erfolgreiche Marketingstrategie ausgearbeitet und mit Händlern die Bestellungsabwicklung vollzogen werden. Unterschieden wird dabei grundsätzlich zwischen den Marktsegmenten für Klein-, Mittelklasse- und Luxusautomobile.

### Aufbereitung historischer Ereignisse
Auch bei Oldtimer wirken sich reale historische Ereignisse auf das Spielgeschehen aus. Schleichende Fortschritte wie die Einführung immer stärker automatisierter Produktionstechniken werden ebenso simuliert wie technologische Revolutionen – etwa der Elektromotor – oder politische Krisen (bspw. der Erste Weltkrieg).
Der Spieler von Oldtimer konnte sich auch diesmal wieder an großflächigen Animationssequenzen mit atmosphärischen Hintergrundbildern und Clips erfreuen. Zudem enthielt die CD-Version einen 90-minütigen Soundtrack. Das 150-seitige gebundene Hardcover-Handbuch verdiente auch bei diesem Spiel seinen Namen und bot umfangreiches Hintergrundmaterial, mit welchem die Geschichte der frühen Automobil-Industrie in Artikeln und großformatigem grafischen Material aufbereitet wurde. Des Weiteren wurde die PC-Version mit einer elektronischen Automobil-Encyclopædia ausgeliefert und enthielt weiterhin Film- und Ton-Material aus der automotiven Gründerzeit.

### Pressestimmen
“It looks superb!”

„Dass digitaler Geschichtsunterricht packend sein kann, hat Max Design ja bereits mit 1869 bewiesen – frisch aus dem PC-Klassenzimmer folgt jetzt die zweite Lektion für Wirtschaftssimulanten.“

## Trivia
Mit Oldtimer als zweiter Teil der Serie Erlebte Geschichte hat Max Design wie mit seinem Vorgänger das Genre-Bild von der „typisch deutschen WiSim“ in den neunziger Jahren entscheidend mitgeprägt und zusammen mit einigen wenigen Konkurrenztiteln wie z. B. Der Patrizier, neue Maßstäbe etabliert. Sie haben im deutschsprachigen Raum bis heute eine große Fangemeinde was z. B. zahlreiche später verfasste Foren-Einträge belegen, in denen immer wieder über (meist erfolglose) Versuche berichtet wird, die alten Spiele auf moderner Hardware wieder zum Laufen zu bringen, oder der Wunsch nach zeitgemäßen Neuauflagen geäußert wird.
Dass es tatsächlich zu Neuauflagen oder einer Fortsetzung der Serie kommen wird, ist allerdings äußerst unwahrscheinlich. Mit der plötzlichen Einstellung der Geschäftstätigkeit von Max Design im Jahr 2004 scheint eine Fortsetzung der Erlebten Geschichte praktisch ausgeschlossen.
Der für damalige Verhältnisse technisch bemerkenswerte Fahr- und Rennsimulator war der PC- und Amiga-AGA-Version vorbehalten, und das elektronische Automobil-Lexikon gehörte sogar ausschließlich in der PC-Version zum Spielumfang.